# Modellfehler
Ein Modellfehler ergibt sich aus einem fehlerhaften Modellansatz. Solch ein Fehler ist kein statistisches Phänomen, sondern ein sog. Wirklichkeitsphänomen, kann also beispielsweise durch eine Korrektur der Modellstruktur behoben werden.
Es ist grundsätzlich nicht möglich, ein fehlerfreies Modell zu erstellen, genauso wenig, wie es möglich wäre, eine  fehlerfreie Messung auszuführen. Ein Modell dient der Anschauung einer Wirklichkeit, also einer Sicht auf beispielsweise ein Objekt oder einen Prozess. Solche Sicht ist durch den gewählten Sichtwinkel (Aspekt) oder den Zeitabschnitt der Beobachtung beschränkt und gibt eine Auswahl oder eine Vereinfachung wieder. Damit ist  die Modellrelation niemals durchgängig isomorph (umkehrbar eindeutig).
Die mit jedem Modell verbundene willkürliche Informationsreduktion führt immer zu einer Einschränkung der Gültigkeit des Modells und kann final zu völlig falschen Schlussfolgerungen aus dem Modell führen.

## Abgrenzung
Somit ist ein Modellfehler nicht durch die Definition der Norm DIN 1319-1:1995, Grundlagen der Messtechnik – Teil 1: Grundbegriffe, gedeckt, die einen Fehler als numerisches Phänomen beschreibt: „Durch eine Vielzahl von Ursachen wird die zu messende Größe nicht korrekt erfasst“. Die Abweichung eines aus Messungen gewonnenen Wertes vom wahren Wert der Messgröße wird Messabweichung (nach DIN 1319-1:1995) oder Messfehler (alte Bezeichnung) genannt.
Folgt man der angegebenen Quelle, gibt es allgemein mindestens vier Klassen von Fehlern:
- Modellfehler, die dadurch entstehen, dass das verwendete mathematische Modell das zu untersuchende Wirklichkeitsphänomen vereinfacht beschreibt
- Datenfehler, die etwa aus zufälligen Messfehlern und technischen Messungenauigkeiten entstehen
- Verfahrensfehler, die dadurch entstehen, dass das mathematische Modell durch eine beschränkte numerische Approximation ersetzt wird
- Rundungsfehler, die entstehen, weil die Verarbeitung der Messwerte nur mit einer festen Anzahl von Stellen rechnet.

Weitere Fehler entstehen dadurch, dass die Absichten des Modellierers durch einen Mangel an Qualifikation nicht zu den genannten Beschränkungen führen, sondern darüber hinaus einen falschen Ansatz wählen, der beispielsweise:
- stochastische Unabhängigkeit von Messgrößen unterstellt, obwohl ein systematischer Zusammenhang besteht,
- eine hinreichende Repräsentanz einer Messreihe oder Stichprobe unterstellt, obwohl der Umfang der Erhebung oder Erfassung unzureichend ist
- einen zeitgebundenen Trend unterschlägt, weil das Modell dadurch erheblich vereinfacht wird
- eine beliebige Informationsqualität unterschlägt, weil diese nicht erkannt wird
- eine bestimmte Zielsetzung verfolgt und zu diesem Zwecke die Modellierung der Realität verkürzt.

In ähnlicher Weise können die Absichten des Modellierers verfälscht werden, indem eine Kritik der Modellierung weitere Sichten mit dem Modell verbindet, die das Modell nicht erfasst, noch nicht erfassen kann oder nie erfassen wird, indem
- eine bestimmte Wahrnehmung als verpflichtend unterstellt wird, ohne dass diese Wahrnehmung in das Modell eingebunden werden soll.
- eine bestimmte Norm angewendet wird, ohne dass diese Norm temporal, kausal oder modal gilt.

Diese Aufzählungen sind qualitativ und quantitativ unbegrenzt zu erweitern.

### Hermeneutik
Die Philosophie und die Systemtheorie befassen sich beispielsweise mit der Hermeneutik der Modellfehler oder konzeptionellen Fehler:
- Ein konzeptioneller Fehler liegt vor, wenn ein nicht zutreffendes Modell zur Beschreibung eines Systems benutzt wird. Methoden für die Behandlung konzeptioneller Fehler liefern die Systemtechnik oder andere Modelltheorien.

Beispiel: Typisches Beispiel ist eine zeitinvariante Modellierung für eine zeitvariante Größe. Häufig wird dieser Ansatz in Kenntnis des konzeptionellen Defekts gewählt, wenn keine hinreichende Repräsentanz für die Zeitvariation existiert.
- Ein systematischer Fehler entsteht dadurch, dass die Wirklichkeit durch ein unzureichendes mathematisches Modell abgebildet wird.

Beispiel: Typisches Beispiel ist die Beschreibung einer monoton wachsenden Größe durch eine Glockenkurve. Häufig wird dieser Ansatz verwendet, solange ein qualifizierter Test der gewählten statistischen Hypothese fehlt.